# Ruben Søltoft
Ruben Søltoft Pedersen (født 17. august 1987 i Astrup) er en dansk standupkomiker, tegnefilmsdubber og skuespiller. Han vandt DM i stand-up 2010 og fik et års kontrakt hos Funny Business Inc som præmie.

## Karriere
Søltoft var et af De Nye Håb, der optrådte til Zulu Comedy Galla 2010 i Operaen. I marts 2011 var Ruben på klubtour "Comedy Zoo on Tour" rundt i Danmark med Thomas Warberg og Jesper Juhl. Den 11. maj var Ruben med i stand-up.dk på Comedy Zoo, som blev sendt på Zulu i efteråret.
Ruben Søltoft var en del af det faste skuespillerhold på 4. sæson af TV 2-programmet Live fra Bremen. Fra 2012 til 2017 spillede han med i SJIT Happens, der var en sitcom på TV 2.
Han var sammen med standupkollega Martin Høgsted vært ved DM i stand-up 2013.
I 2014 medvirkede han i første afsnit af Nørgaards netfix med Martin Nørgaard. Han har også bidraget med materiale til Dybvaaaaad! med Tobias Dybvad.
I efteråret 2015 udgav Søltoft sit første onemanshow Mit Hoved, som han turnerede rundt i Danmark med. Siden 2016 har han også lagt stemme til flere animationsfilm.
I efteråret 2018 turnerede Søltoft rundt i landet med sit andet onemanshow Ting Fra Min Mund.
I 2019 spillede Søltoft hovedrollen som Terkel i Terkel - The Motherfårking Musical.
Søltoft blev i 2021 ramt af stress, og som konsekvens deraf satte han karrieren på en lille pause. Han var tilbage i 2024/2025 med onemanshowet "Ruben – Hvorfor er der ikke nogen, der har sagt noget?"
Søltoft deltog oprindeligt i sæson 2 af programmet Verdensmænd med Tobias Dybvad og Bo Brønnum, men programmet blev grundet stresssygemeldingen aldrig vist. I stedet for udkom der i 2024 en særudgave af programmet med undertitlen “Rubens Hævn”, som viste nogle få klip fra det oprindelige program.
I 2024 var Søltoft med i sæson 2 af LOL: Den der ler sidst. Han endte i finalen med Rasmus Botoft.

## Filmografi

### Tv
- Stand-up.dk (2011)
- Hjælp, det er jul (2011)
- Live fra Bremen (2011-2012)
- SJIT Happens (2012-2017)
- Nørgaards netfix (2014)
- Stormester (2018)
- Minkavlerne (2019)
- Umage (2021)
- LOL: Den der ler sidst (sæson 2; 2024)

### Stemmerarbejde
- Kæledyrenes hemmelige liv (2016) - Diverse stemmer
- Angry Birds (2016) - Chuck
- Emoji Filmen (2017) - Gene
- Lego Ninjago Filmen (2017) - Jay

## Teater
- Terkel - The Motherfårking Musical - Terkel Mogensen